# NHK紀宝相野谷テレビ中継局
NHK紀宝相野谷テレビ中継局（エヌエイチケイきほうおのだにテレビちゅうけいきょく）は、かつて三重県南牟婁郡紀宝町にあった地上アナログテレビの中継局である。2011年7月24日のアナログ放送終了とともに廃止された。

## 中継局概要
| チャンネル | 放送局名       | 空中線電力        | ERP                 | 放送対象地域 | 放送区域 内世帯数 | 放送終了日     |
| ---------- | -------------- | ----------------- | ------------------- | ------------ | ----------------- | -------------- |
| 50ch       | NHK 名古屋教育 | 映像3W/ 音声750mW | 映像13.5W/ 音声3.4W | 全国         | 約-世帯           | 2011年 7月24日 |
| 52ch       | NHK 津総合     | 映像3W/ 音声750mW | 映像13.5W/ 音声3.4W | 三重県       | 約-世帯           | 2011年 7月24日 |

## 所在地
- 南牟婁郡紀宝町大里（松本山）

## 放送エリア･補足
- 紀宝町の沿岸部をカバーしていた。
- 地上デジタルテレビ放送については、近接地に所在する紀宝成川テレビ中継局に中継局を設置したため、2011年7月24日に廃局となった（事実上の移設）。